# チェーディー・シースリヨータイ
チェーディー・シースリヨータイ（Chedi Si Suriyothai 〈Chedi Sri Suriyothai〉、タイ語: พระเจดีย์ศรีสุริโยทัย、プラ・チェーディー・シースリヨータイ〈Phra Chedi Sisuriyothai、タイ語: เจดีย์พระศรีสุริโยทัย〉シースリヨータイ王妃の仏塔）は、タイの中部、アユタヤ県アユタヤの川に囲まれた旧都である島の西側、チャオプラヤー川のほとりに位置する仏塔（チェーディー）である。
仏塔は、アユタヤ王朝の王チャクラパット（在位1548-1569年）とビルマのタウングー王朝のバインナウンとの戦闘（第一次緬泰戦争）において、1549年、王チャクラパットを守ろうとして死亡したとされる王妃シースリヨータイの遺骨を祀るとされる。

## 歴史
スリヨータイは、タイ女性の栄誉の象徴であり、タイ史上における最高のヒロインである。王チャクラパットは第一次緬泰戦争の後、その戦闘のうちに死亡した王妃シースリヨータイの遺体をスワンルワンよりアユタヤに運び、王宮の敷地で火葬に付した。
シースリヨータイの墓所は、チャクリー王朝の王ラーマ5世（在位1868-1910年）が史書編纂の実地調査のなかで仏塔を見いだし、その場所が同定された。その後、王ラーマ6世（在位1910-1925年）により仏塔は「チェーディー・プラ・シースリヨータイ」 (“Chedi Phra Sri Suriyothai”) と名付けられた。
1990年、シースリヨータイの仏塔はタイ芸術局により修復された。その修復のうちに多くの遺物が発見され、それらは現在、チャオ・サーム・プラヤー国立博物館に収蔵されている。

## 構造
チェーディー・シースリヨータイは、正方形の基壇上に立ち、現在は下層部より白く装飾され、尖塔に向かって金箔が施されている。仏塔の北側に扉を備える。仏塔は王妃が火葬されたかつての王宮 (Wang Lang、タイ語: วังหลั่ง〈リア宮殿、Rear Palace〉) の敷地に建立されたが、王宮の痕跡は現存しない。また、この仏塔がシースリヨータイの伝承のものかどうかについても諸説ある。